# Die tragische Historie vom Doktor Faustus
Die tragische Historie vom Doktor Faustus (engl. The Tragical History of Doctor Faustus) ist ein Drama des englischen Renaissance-Schriftstellers Christopher Marlowe.

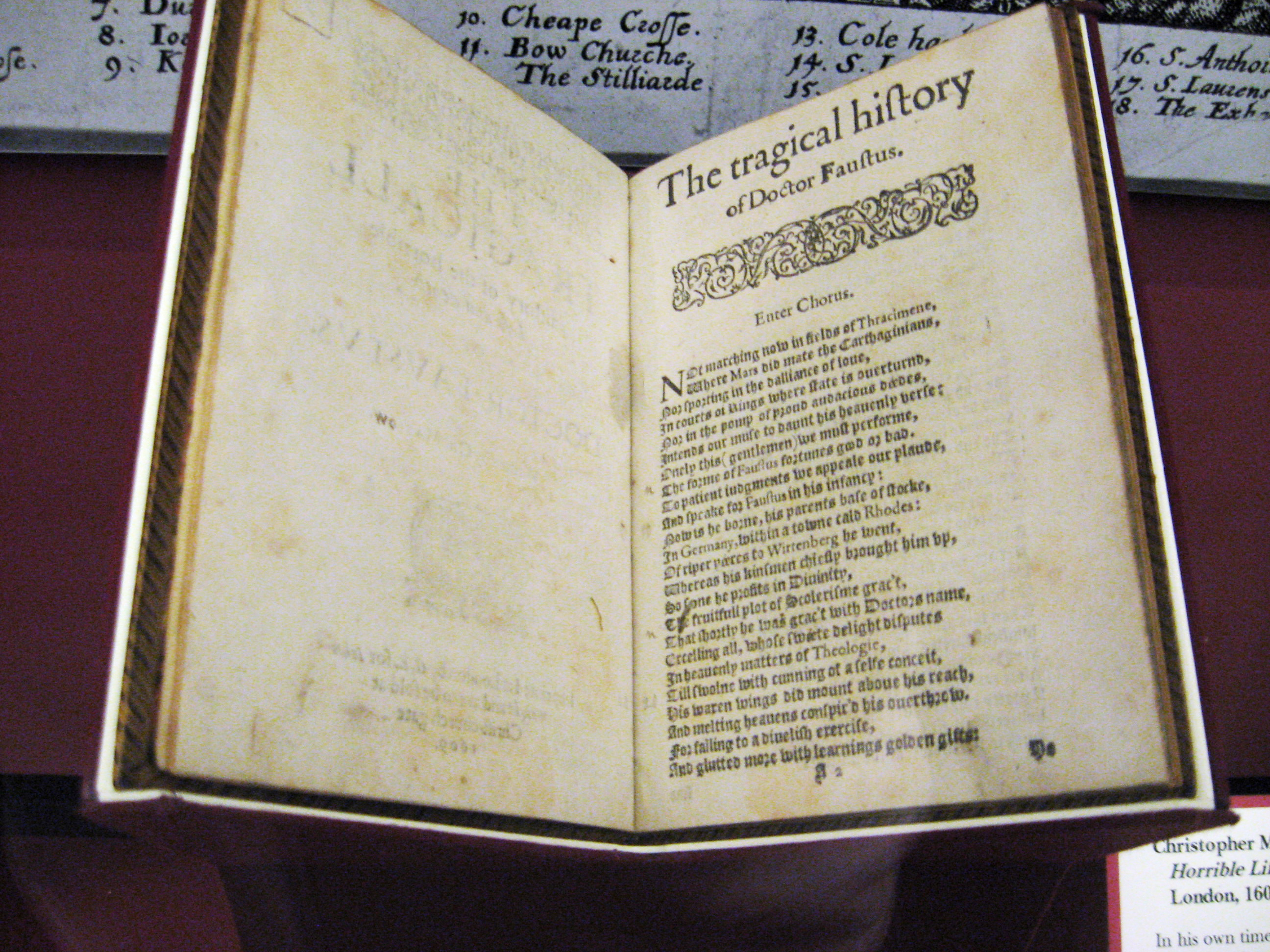
Überlieferter früher Textdruck in der Huntington Library

## Handlung

### Einteilung
Die verwendete englische Edition von Bevington und Rasmussen ist eine Paralleltext-Ausgabe, die in fünf Akte mit jeweils neu beginnender Szenenzählung eingeteilt ist. Es gibt eine moderne deutsche Übersetzung von Adolf Seebaß und drei Übersetzungen, die ins neunzehnte Jahrhundert datieren. Die Übersetzung von Adolf Seebaß folgt dem Text nach Havelock Ellis von 1893 (dies ist eine Edition der Erstausgabe von 1604, dem sog. A-Text) und der kritischen Ausgabe von Frederick S. Boas von 1932 (einer Kompilation von A- und B-Text) und hat eine durchgehende Szenenzählung. Die Bearbeitung der Übersetzung von Alfred van der Velde durch Klaus Udo Szudra folgt der kritischen Ausgabe nach William Greg von 1950, die ebenfalls eine Kompilation darstellt.

### Akt I
Der erste Akt spielt in Fausts Wohnung in Wittenberg und einem angrenzenden Wald. Faust ist fasziniert von der Macht, die die Magie verspricht; er beschwört Mephistopheles, den Abgesandten Luzifers und Mittler zwischen dem Herrn der Hölle und den Menschen, und bietet seine Seele an im Tausch gegen einen Teufelspakt.
[Prolog] Ein Prolog stellt Faust als einen Gelehrten aus Wittenberg vor.
[Szene 1] In der ersten Szene sieht man Faust in seinem Studierzimmer. Er bilanziert seine bisherige wissenschaftliche Karriere als Theologe, Philosoph, Arzt und Jurist. All das erscheint ihm vergeblich und er beschließt, sich in Zukunft mit Magie zu beschäftigen, sie verheißt ihm grenzenlose Macht. Er ruft seinen Diener Wagner und befiehlt ihm, seine Freunde German Valdes und Cornelius einzuladen. Ein böser und ein guter Engel erscheinen und versuchen Faust auf ihre Seite zu ziehen: „Lies die Bibel.“ – „Was Gott im Himmel ist, sei Du auf Erden.“ Er träumt davon, Geister zu beschwören, die ihm dienen. Als seine Freunde zu Besuch kommen, bestärken sie Faust in seinem Beschluss und versprechen ihm, ihn in die Praxis der Geisterbeschwörung einzuweihen: „Wie den spanischen Erobrern Indianer dienstbar sind, so solln die Geister der Elemente all stets zu Gebote uns stehn.“
[Szene 2] Die zweite Szene zeigt Wagner und zwei Studenten in einem spitzfindigen Gespräch, bei dem die Studenten erfahren, dass Faust sich mit Anhängern der Magie trifft: „Oh weh, dann, fürcht ich, hat mein Argwohn recht, dass Faustus der verfluchten Kunst verfiel.“
[Szene 3] Die dritte Szene zeigt Faust des Nachts im Wald bei der Beschwörung von Mephistopheles. Er befiehlt diesem, seinem Herrn mitzuteilen, dass er bereit sei, seine Seele zu verkaufen: „Geh, sag dem mächtigen Luzifer … dass (Faust) ihm seine Seel ergibt, wenn er ihn vierundzwanzig Jahre lang in grenzenloser Wollust leben lässt.“
[Szene 4] Die vierte und letzte Szene des ersten Aktes zeigt wieder Wagner zusammen mit dem Diener Robin (Hanswurst). Robin macht sich über die Befehle Wagners und die Vorstellung lustig, seine Seele an den Teufel zu verkaufen. Wagner erschreckt ihn deshalb mit der Beschwörung zweier Teufel, fordert Gehorsam und droht ihm eine Verwandlung in ein Tier an. Robin gehorcht.

### Akt II
[Szene 5] Die fünfte Szene zeigt Faust wiederum in seinem Studierzimmer. Er erwartet die Ankunft von Mephistopheles und denkt über sein Angebot eines Paktes mit dem Teufel nach. Die beiden Engel Gut und Böse versuchen abermals, ihn zu überzeugen. Mephistopheles erscheint und unterbreitet ein Angebot seines Herrn, Luzifer. Allerdings fordert er einen Vertrag, den Faust mit seinem Blut schreiben müsse. Faust gelingt es nicht, mit seinem Blut zu schreiben, es erstarrt, und Mephistopheles bringt ein brennendes Kohlenbecken, das das Blut wieder „klar und flüssig“ werden lässt. Nach der Unterzeichnung des Vertrages ist der Teufel Faust dienstbar und erfüllt seine Wünsche.
[Szene 6] In der sechsten Szene bereut Faust zum ersten Mal seine Wahl, glaubt „giftgetränkte Dolche“ zu sehen, mit denen er sich töten will. Er trotzt der Drohung des bösen Engels, dass die Teufel ihn in Stücke reißen würden, wenn er bereue. Da erscheinen Luzifer, Beelzebub und Mephistopheles und werfen Faust vor, gegen den Teufel zu freveln. Faust gibt nach und wird mit einem Auftritt der Sieben Todsünden belohnt. Faust vertreibt die Völlerei mit der Aufforderung, der „Vielfraß möge sich selbst verschlingen“. Die Teufel verabschieden sich und zur Belohnung seiner Treue schenkt Luzifer Faust ein Buch, dessen Zauber ihm die Verwandlung in jegliche Gestalt erlauben.
[Szene 7] Die siebte und letzte Szene des zweiten Aktes zeigt die beiden Knechte Robert und Richard im Hof einer Herberge. Robert hat Faust ein Beschwörungsbuch gestohlen und will nun selber hexen. Mit einem derben Wortwitz machen sie sich auf, die Magd Hanne so zu verzaubern, dass sie Richard zu Willen ist.

### Akt III
[Chor] Der kurze dritte Akt beginnt mit einem Chor, der Fausts Himmelsreise in einem von Drachen gezogenen Flammenwagen beschreibt. Diese Reise führt ihn innerhalb einer Woche um die ganze Welt. Danach begibt er sich zu einem Drachenritt nach Rom.
[Szene 8] Die achte Szene zeigt Faust und Mephistopheles im Privatgemach des Papstes. Faust berichtet, auf welchem Weg sie nach Rom gekommen sind, und nennt die Stationen: Trier, Paris, Neapel, Padua und Venedig. Mephisto schildert ihm dann die Schönheit der Stadt am Tiberstrom, die Engelsbrücke mit ihrem mächtigen Kastell und die prächtigen Obeliske, die einst Julius Cäsar aus Afrika gebracht hat. Faust fiebert vor Sehnsucht „der glänzend stolzen Roma Denkmäler und das Bild der Stadt zu sehn.“ Mephistopheles macht Faust mit einem Zauber unsichtbar, dann treten der Papst und der Kardinal von Lothringen ein. Der unsichtbare Faust treibt einige unwürdige Späße mit ihnen. Erschrocken ruft der Papst Mönche herbei, die einen Exorzismus beten.
[Szene 9] In der neunten Szene begegnen sich die Knechte Robert und Richard vor einem Wirtshaus. Sie haben dem Wirt einen silbernen Becher gestohlen und wollen ihn durch Zauberei davon abhalten, den Becher zurückzufordern. Während Robert mit falschem Latein vergeblich zu zaubern versucht, erscheint Mephistopheles und neckt die beiden Knechte mit Feuerwerk. Für den Raub von Buch und Becher werden sie vom Teufel schließlich durch eine Verwandlung in Hund und Affe bestraft.

### Akt IV
Während die für diese Handlungsdarstellung benutzte Übersetzung von Seebaß überwiegend die kritische Ausgabe von Frederick S. Boas verwendet, die dem (längeren) B-Text von 1616 folgt, weicht der Übersetzer im vierten Akt bei der sog. Kaiserszene (und ebenso im fünften Akt) von seiner Vorlage ab und verwendet den deutlich kürzeren A-Text der frühen Ausgabe von 1604.
[Chor] Der umfangreiche vierte Akt beginnt wieder mit einem Chor. Dieser berichtet, wie Faust zurück von seiner Reise um die Welt und beim Papst seinen Freunden gegenüber mit seinen Erlebnissen prahlt, sich sein Ruhm dann verbreitet und er vom Kaiser eingeladen wird.
[Szene 10] Gleich zu Beginn der zehnten Szene lobt der Kaiser den „hochgelehrten Doktor Faustus“ für seine Erfahrenheit in der „Schwarzen Kunst“ und wünscht, dass Faust Alexander den Großen und sein „schönes Weib“ aus dem Dunkel der Gruft erwecke. Faust bittet um Verständnis, dass er den Staub nicht erwecken könne, verspricht aber Geister erscheinen zu lassen, die genauso aussehen wie der Grieche. Die anwesenden Edlen zweifeln und ein Ritter spottet: „geradeso könnte mich Diana in einen Hirsche verwandeln“. Faust erwidert, „Aktäon habe (dem Ritter) seine Hörner hinterlassen“. Als die Geister erscheinen, überzeugt sich der Kaiser von deren „Echtheit“ durch die Inspektion eines Muttermals am Hals der Gemahlin Alexanders. Nach dem erfolgreichen Ende des Zaubers will sich Faust an den Zweiflern rächen. Der herbeigerufene Ritter trägt derweil die erwähnten Hörner und wird zudem noch von Faust verspottet. Auf die Bitte des Kaisers werden dem Ritter die Hörner von Mephistopheles entfernt. Faust wird reich belohnt entlassen und will sofort zurück nach Wittenberg: „… rastlos enteilt die Zeit … mahnt mich an meine Schuld und den Verfallstag.“
[Szene 11] Die elfte Szene spielt in Fausts Haus in Wittenberg. Ein Rosstäuscher (Pferdehändler) tritt auf und will Faust ein wunderbares Pferd für vierzig Taler abkaufen. Faust stimmt dem Handel zu, warnt den Rosstäuscher aber davor, „das Pferd ins Wasser zu reiten“. Der freut sich über den vermeintlich guten Handel. Faust bleibt allein zurück mit sorgenvollen Gedanken: „Verzweiflung jagt Furcht in mein Denken.“ und schläft in seinem Sessel ein. Der Rosstäuscher kommt nach einer Weile schreiend zurück, er ist das Pferd trotz Warnung in einen tiefen Teich am Ortsausgang geritten, wo sich der Gaul in ein Bündel Heu verwandelt hat. Nun will er sein Geld zurück. Er begegnet Mephistopheles, der ihm den schlafenden Faustus zeigt. Weil der nicht wach werden will, packt er Faustus am Bein, das unvermittelt ausreißt. Zu Tode erschreckt verspricht er die Zahlung weiterer vierzig Taler und ergreift die Flucht. Wagner tritt auf und überbringt eine Einladung des Herzog von Anhalt.
[Szene 11a] Ein Einschub, der der elften Szene folgt, spielt in einem Wirtshaus. Robert und Richard, die bei der Wirtin in der Kreide stehen, kommen mit einem Fuhrmann und dem Rosstäuscher und wollen das „beste Bier von Europa“ trinken. Dann erzählen sie von ihren schlechten Erfahrungen mit Faustus. Dem Fuhrmann habe er eine ganze Wagenladung Heu weggegessen, dem Rosstäuscher einen verwunschenen Gaul verkauft – wofür er ihm ein Bein ausgerissen habe – und Robert letzthin ein Affengesicht gezaubert. Die vier betrinken sich und machen sich dann auf, es Faust heimzuzahlen.
[Szene 12] Die „Rüpelgesellschaft“ sucht den Doktor und lärmt am Tor des Herzogs von Anhalt. Der Herzog will die betrunkenen Kerle verhaften, aber Faustus möchte lieber mit ihnen Possen treiben. Fuhrmann und Rosstäuscher versäumen es nicht, anzügliche Bemerkungen über Faustens „ausgerissenes Holzbein“ zu machen. Sie ernten aber nur einen Zauber, der sie verstummen lässt. Anschließend machen Faust und Mephisto der schwangeren Ehefrau des Herzogs ihre Aufwartung und Mephisto besorgt auf Geheiß Faustens mitten im Winter frische süße Trauben.

### Akt V
Der fünfte Akt besteht aus drei sehr kurzen, zwei längeren Szenen und einem Epilog.
[Szene 13] In der ersten (kurzen) Szene tragen Teufel unter der Anleitung von Mephistopheles gedeckte Tische für ein Festmahl herein. Wagner kommentiert dies mit einem Hinweis auf Fausts Testament: „Mir scheint, mein Meister glaubt, er muss bald sterben, denn er hat mir sein ganzes Gut vermacht.“
[Szene 14] Drei Scholaren kommen zu Faust und bitten ihn Helena, die schönste aller Frauen, erscheinen zu lassen. Faust erfüllt den Freunden die Bitte, die „allerschönste Griechin zu sehen“, die Mephistopheles hereinführt. Die Studenten danken Faust überschwänglich. Doch dann tritt ein alter Mann auf und ermahnt Faust seine „Schritte auf den süßen Weg zum Himmel“ zu lenken. Er besteht darauf, Faust möge der Magie entsagen, dieser „verruchten Kunst, die deine Seele zur Hölle lockt“. Faust ist von Verzweiflung überwältigt, er will sich töten und Mephisto reicht ihm einen Dolch. Doch der Alte fällt ihm in den Arm: „Faust, hemm der Verzweiflung Schritt!“. Faust bittet den alten Mann, ihn allein zu lassen. Dieser folgt der Bitte widerstrebend: „So geh ich, Faust, doch voller Angst.“ Ohne die Hilfe des Alten ist Faust ein leichtes Opfer für Mephistos Einschüchterungen. Als dieser ihn bedroht, gibt er nach, unterzeichnet erneut mit seinem Blut den Teufelspakt, erbittet Helena als Buhle und berauscht sich an ihrer Schönheit: „Süße Helena, mach mich durch einen Kuss von Dir unsterblich.“
[Szene 15] Der letzte Auftritt des alten Mannes, der Fausts Untergang ankündigt, denn sein Sturz ist nun beschlossen, bildet die zweite, kurze Szene des letzten Aktes: „Satan entfaltet seine Macht … ich flieh von hinnen in meines Gottes Schutz.“
[Szene 16] Die komplexe sechste Szene hat sechs Einstellungen. Die drei Oberteufel Luzifer, Beelzebub und Mephistopheles steigen aus der Hölle auf, um ihr Opfer Faustus zu holen. Faust übergibt Wagner sein Testament. Drei Gelehrte besuchen Faust, er warnt sie vor dem Teufelspakt. Mephisto offenbart Faust, dass er ihn stets den „Durchgang zum Himmel sperrte“. Guter und Böser Engel treten ein letztes Mal auf. Der Gute Engel hat den Kampf um Fausts Seele verloren und der Böse Engel zeigt ihm seine Zukunft, den Abgrund der Hölle. In der letzten Einstellung der Szene beklagt Faust sein Ende und zittert vor dem Herannahen seiner letzten Stunde.
[Szene 17] Die Scholaren aus der ersten Szene des fünften Aktes treten erneut auf. Sie besuchen Faust ein zweites Mal, denn die Nacht sei „voll nie gehörten Schreckensschreins und Jammer“ gewesen. Sie finden den Leichnam des Doktors schrecklich zugerichtet.
[Epilog] Der Chor schließt das Werk und beklagt den Fall des einst so hoffnungsvollen Mannes. Sein „satanseignes Schicksal“ solle eine Warnung sein, das „gottgesetzte Maß zu überschreiten“.

## Literarische Vorlagen und kulturelle Bezüge
Das Stück entstand in Anlehnung an die ins Englische übersetzte Historia von D. Johan Fausten, die später unter anderen auch Goethe inspirierte. Wahrscheinlich bereits ein Jahr nach der Erstauflage (1587) des deutschen Faustbuches durch Johann Spies in Frankfurt folgte 1588 die erste englische Übersetzung. Von dem ersten überlieferten Druck der englischen Übersetzung des Faustbuchs Historie of the Damnable Life, and Deserved Death of Doctor Iohn Faustus ist heute nur noch eine Ausgabe von 1592 bekannt.
Die volkstümlich überlieferte Legende des Faust entstand eine Generation zuvor in dem ungeklärten Grenzbereich zwischen mittelalterlichen Warnungen und Ermahnung einerseits und den aufstrebenden Erwartungen der Renaissance andererseits. Paradoxerweise bedeutete Faustus im Lateinischen „von guter Vorbedeutung“, wurde in der Überlieferung jedoch zunächst mit dem übelbeleumdeten Namen eines real existierenden Georg Faust verknüpft, der an verschiedenen Universitäten gelehrt haben sollte und dessen vagabundenhafte Karriere verknüpft war mit Anschuldigungen der Kurpfuscherei und dem Verdacht der Päderastie, was vor allem an deutschen Universitäten verbreitet wurde. Gerüchten zufolge belebte er seine Vorlesungen in klassischer Philologie durch nekromantische Praktik, um die Schatten homerischer Helden zum Leben zu erwecken. Dieser Doktor Faust verlor seinen eigentlichen Vornamen und erhielt einen neuen durch Verwechslung mit Johann Fust, einem der frühesten Drucker und damit Vertreter einer Kunst, die für viele Zeitgenossen zum damaligen Zeitpunkt noch als unheilvoll galt.
Es ist nicht mehr zu klären, wie Faust zu seinem Ruf als Herausforderer Gottes kam; anscheinend verschwand er unter geheimnisvollen Umständen, die zu einer Welle von Gerüchten über sein verdammenswertes Leben und seinen verdienten Tod führten aufgrund seines genussvollen Lebensstils und seiner atheistischen Lästerungen. Eine Generation später wurden diese Legenden gesammelt und durch den frommen Drucker Johann Spies in zugleich feierlich-erbaulicher und grobkomischer Fassung in seinem weit bekannten Spiesschen Faustbuch verbreitet. 1592 erschien dann eine freie englische Übersetzung, die wahrscheinlich von Marlowe als enge Vorlage für sein Drama genutzt wurde.
Der Übersetzer, der weniger zu didaktischer Belehrung oder Lehrhaftigkeit tendierte als der Autor des deutschen Volksbuches, schmückte Fausts Reisen mit der Topographie Italiens und einer Führung durch die Ruinen Roms aus, der Marlowe in seinem Werk folgt.
Marlowes an diese Übersetzung anknüpfende Tragical Historie of Doctor Faustus zählt zu den größten Tragödien des vorshakespeareschen Dramas. In kaum einer anderen elisabethanischen Tragödie wird das Aufeinanderprallen zweier Zeitalter, des von der Religion bestimmten Mittelalters und der wissenschaftsgläubigen Neuzeit, so deutlich zum Ausdruck gebracht. Am Schnittpunkt dieser beiden Zeitalter erlebt Doctor Faustus die Tragödie des Menschen, dem die Klassenschranken den Erwerb von Wissen, Schönheit und Macht unmöglich machen, wenn er nicht als Ausweg das Teufelsbündnis wählt. Auch die Helden der anderen Werke Marlowes sind allesamt nicht willens, die moralische Normen und das order-and-degree-Denken der Seinsordnung im elisabethanischen Weltbild mit ihrer ständisch gegliederten Gesellschaft zu akzeptieren.
Die Tragödie Faustus' stellt die Tragödie eines elisabethanisch-mittelalterlichen Everyman und eines Renaissance-Individualisten dar. Würde es Faustus wie Tamburlaine gelingen, der Welt seinen eigenen Willen aufzudrängen und dem christlichen Glauben tatsächlich abzuschwören, könnte die Tragik gar nicht erst entstehen. Da er hieran jedoch scheitert, braucht er den Teufel, der selbst Bestandteil des religiösen Systems ist. Da Faustus' Gewissen jedoch in den überkommenen Moralvorstellungen verhaftet bleibt, muss er schließlich zerbrechen.
Das religiöse Drama in der Zeit vor Faustus ist demgegenüber nur latent oder potentiell tragisch; erst ab Faustus wird Christentum tragikfähig, insofern von da an die Welt als gleichstarkes Gegengewicht der Religion gegenübertreten kann. Der Sieg der mittelalterlichen Ordnungs- und Seinsvorstellungen in Faustus ist jedoch ein Pyrrhussieg; trotz größter Gewissensqualen kommt die Reue erst Sekundenbruchteile, nachdem es zu spät ist.
Der gellende Todesschrei von Faustus „Ile burne my books, ah Mephistophilis“ begründet den bis in die Neuzeit anhaltenden Konflikt des Wissenschaftlers vor Gott und der Welt, vor dem moralisch-ethischen Verantwortungsbewusstsein der Gesellschaft gegenüber einerseits und dem persönlichen und rein „wissenschaftlichen“ Gewinn oder Vorteil andererseits.
Die Deutungen und Kritiken des Faustus tun sich jedoch zum Teil schwer an der Einschätzung oder Bewertung des burlesken Mittelteils, der Weltfahrt von Faustus, die oftmals nur trivialen Bühnenklamauk darstellt, wobei bislang allerdings ungeklärt ist, inwieweit diese Szenen überhaupt Marlowe selbst zuzuschreiben sind.
Im Hinblick auf den Dramentyp wendet sich Marlowe in seinem Werk wieder stärker traditionellen Formen zu. Während er mit Tamburlaine eine Tragödie des übermäßigen Ehrgeizes geschaffen hat, mit The Jew of Malta die tradierte Form der Rachetragödie weiterentwickelt hat und mit Edward II ein Geschichtsdrama zu gestalten versuchte, so wendet er sich mit Doctor Faustus zurück zum Moralitätenspiel.
Innerhalb dieser traditionellen mittelalterlichen Dramenform arbeitet er jedoch anders als in den formalen Vorlagen seiner Vorgänger ein höchst persönliches Thema heraus – die Tragödie eines Atheisten und Epikureers und damit einen Spiegel für die University Wits, jener Gruppe englischer Theaterautoren des ausgehenden 16. Jahrhunderts, die wie er selbst an den renommierten Universitäten von Oxford und Cambridge ihre Erziehung und Ausbildung erhalten hatten.
Im Gegensatz zu den klassischen Moralitäten ist der Titelheld in Marlowes Drama kein Jedermann von allgemeiner Gültigkeit, sondern ein Individuum, das nur für sich selbst steht. Insbesondere durch die Betonung der niederen Herkunft seines Protagonisten hebt Marlowe zunächst vor allem dessen individuellen Errungenschaften hervor; auf der vertikalen Achse des Dramas stehen dennoch als Endpunkte Himmel und Hölle, während auf der horizontalen Achse auf den entgegengesetzten Seiten der Bühne der Gewissenskonflikt nach außen verlagert und im Streitgespräch zwischen dem Guten und dem Bösen Engel sinnfällig präsentiert wird.
Ebenso wie die Helden der Moralitäten einen Kreis von symbolischen Orten durchschreiten, folgt Faustus den Personifikationen der Welt, des Fleisches und des Teuflisch-Bösen. Der Fortgang seiner akademischen Laufbahn wird gleichfalls metaphorisch dargeboten. Bereits in dem Eingangsmonolog – bezeichnenderweise in dem Studierzimmer des Titelhelden – wird nicht nur Bilanz gezogen, sondern vor allem das aufgeführt, was den Geist des Renaissance-Menschen umgreift. Marlowe nimmt hier besonders jenes Gedankengut auf, das Cornelius Agrippa kurze Zeit zuvor überblickartig in seinem Traktat De incertitudine et vanitate scientiarum („Von der Ungewissheit und Eitelkeit der Wissenschaften“) beschrieben hatte.
Mit der dramatischen Form des Monologs in Doctor Faustus greift Marlowe dabei ein zentrales Mittel der Sympathielenkung aus der frühelisabethanischen Tragödie auf und entwickelt dieses zugleich weiter. Diente der Monolog in den frühelisabethanischen Werken vor allem der Information des Publikums über die Pläne oder Absichten einer Figur, so wird er von Marlowe schon als Medium der Selbstdarstellung seines tragischen Helden genutzt, um die Innerlichkeit seiner Reflexionen und Gefühle zum Ausdruck zu bringen. Durch eine solche Innenschau versucht Marlowe bereits wie später auch Shakespeare, nicht nur das Zuschauerinteresse für seine Dramenfigur zu wecken, sondern zugleich auch Verständnis für dessen transgressive, alle Grenzen überschreitende Motivationen zu schaffen.
Mit dem dramatischen Monolog in Marlowes Werk beginnt dabei ein Strukturwandel in dessen Rhetorik, die den Monolog wie nachfolgend in den großen Tragödien Shakespeares als Medium der Selbstaussage noch unmittelbarer und damit persuasiver macht. Der Monolog in Marlowes Werk bietet nicht länger eine vorgetragene Rede mit vorab festgelegtem oder durchdachtem Aufbau, sondern wird in spontaner Versprachlichung als inneres Zwiegespräch des dramatischen Helden dargeboten. Auf diese Weise kann der Zuschauer nun unmittelbar miterleben, wie aus dem bewegten Sprechen des Helden in der jeweiligen Situation unter dem Andrang seiner Emotionen und Gedanken die weiteren Empfindungen, Überlegungen und Motivationen des Helden entstehen und sich entfalten, wobei sich nunmehr die widersprüchlichsten Gefühle und Gedanken durchkreuzen können. Mit dieser Weiterentwicklung der Form des dramatischen Monologs wird dieser bei Marlowe bereits zum Spiegel des inneren Dramas seines Protagonisten, der wie Shakespeares Hamlet, Lear oder Macbeth um Worte und Bilder ringt als Indiz seiner unbewussten oder verdrängten Begierden, Hoffnungen und Ängste.

## Text und Datierung

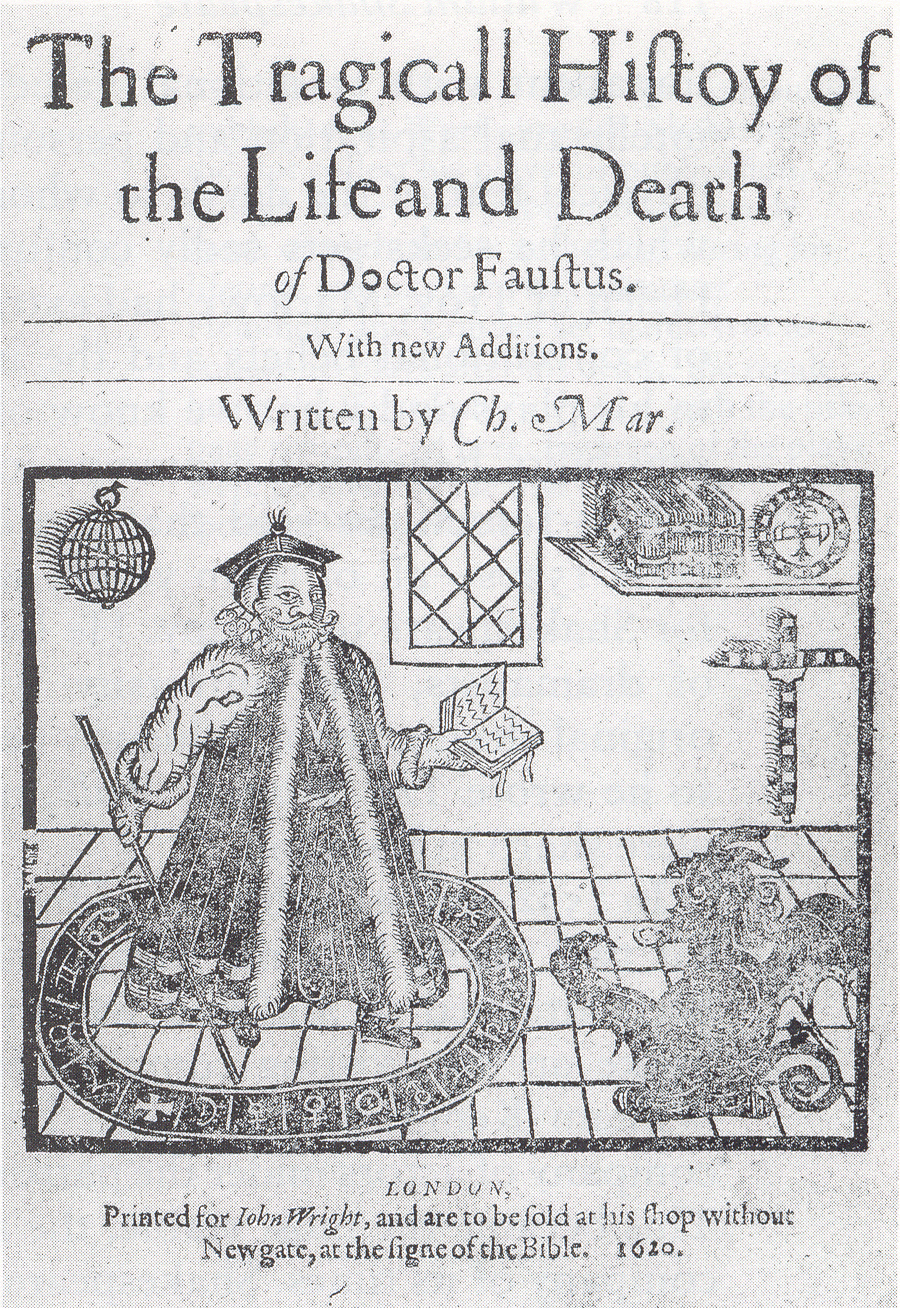
Titelseite des Quarto B3 von 1620

Der genaue Zeitpunkt der Entstehung des Stückes ist nicht überliefert, lässt sich jedoch mit großer Sicherheit aufgrund verschiedener Textbezüge und Anspielungen in anderen vorshakespeareschen Werken auf den Zeitraum zwischen frühestens 1588 (terminus a quo) und spätestens 1592 (terminus ante quem), dem letzten Lebensjahr Marlowes, eingrenzen.
Nach der englischen Übersetzung des deutschen Faustbuchs von 1588, die Marlowe als Vorlage für sein Werk diente, ist die Anmeldung der Druckrechte belegt für eine Ballade mit dem Titel A ballad of the life and deathe of doctur Faustus the great cunngerer, die am 28. Februar 1589 dem Stationers’ Register vorgelegt wurde. Diese Ballade ist wahrscheinlich im Wesentlichen identisch mit einer am 14. Dezember 1674 im Druckerverzeichnis eingetragenen Faustballade, deren Text in einer Ausgabe aus dem späten 17. Jahrhundert überliefert ist und die eine Vertrautheit nicht nur mit der englischen Übersetzung des Faustbuchs, sondern auch der Marloweschen Tragödie zeigt.
Für eine frühe Werkentstehung, von der heute überwiegend ausgegangen wird, spricht als weiteres Indiz auch die Beschreibung einer Theateraufführung von William Prynne, in der dieser allerdings erheblich später (1633) eine Aufführung von Doktor Faustus (playing the history of Faustus) im Belsavage Theatre beschreibt, das bis 1588 oder spätestens 1589 gewöhnlich nicht nur von den Queen's Men, sondern auch von anderen Theatertruppen wie den Lord Strange’s Men und der Pembroke company genutzt wurde, die verlässlich mit Marlowe in Verbindung gebracht werden können.
Durch Dokumente historisch belegt ist eine erste frühe Aufführung des Stückes durch die Schauspieltruppe der Lord Admiral’s Men am 30. September 1594 mit Edward Alleyn in der Hauptrolle, die wahrscheinlich im Rose Theatre stattfand, wo diese Gruppe nach ihrer Trennung von den Lord Chamberlain’s Men im Juni desselben Jahres zu spielen begonnen hatte.
Die Druckrechte für das Werk (a booke called the plaie of Doctor ffaustus) wurden im Januar 1601 von dem Stationer Thomas Bushell im Stationers’ Register eingetragen; eine erste Druckausgabe erschien 1604 als Quarto.
Die wahrscheinlich schon 1588/89 gespielten Versionen des Dr. Faustus sind heute in zwei frühen Varianten erhalten, der A-Ausgabe von 1604 und der B-Ausgabe von 1616; beide Ausgaben beruhen jedoch auf erheblich veränderten und vermutlich „korrumpierten“ Textfassungen als Druckvorlage. Einige der heutigen Editoren halten es für möglich, dass Marlowe Teile des Werkes in einer Mitautorenschaft verfasst haben könnte, wie es zu der damaligen Zeit durchaus üblich war. Zumeist wird in der neueren Forschung es aber für wahrscheinlicher gehalten, dass Autoren wie Thomas Nashe, Thomas Dekker und William Rowley oder William Birde zu einem späteren Zeitpunkt an dem Stück nicht-autoritative Veränderungen vorgenommen haben.
Die erste überlieferte Druckfassung von Doctor Faustus hatte 1518 Zeilen, während die Ausgabe von 1616 auf 2122 Zeilen angewachsen war. Henslowes Aufzeichnungen (1602) über Zahlungen an William Bird und Samuel Rowley für Hinzufügungen (for ther adicyones in doctor fostes) deuten in diese Richtung.
Das Titelblatt des Erstdrucks von 1604 enthält neben dem Titel und Verfasser den Hinweis auf vorangegangene Aufführungen durch die Schauspieltruppe unter der Patronage des Earl of Nottingham sowie auf die Druckrechte des Stationers Thomas Bushell:
The | Tragicall History of D. Faustus. | As it hath bene Acted by the Right | Hono-rable the Earle of Nottingham his seruants. Written by Ch. Marl. | London. | Printed by V. S. for Thomas Bushell. 1604.
Das einzige heute noch erhaltene Exemplar dieses Erstdrucks befindet sich in der Bodleian Library der Oxford University.
Ein nahezu unveränderter Nachdruck der Erstausgabe, dessen Druckrechte zwischenzeitlich auf den Stationer John Wright übertragen worden waren, erschien 1609; die einzige noch existierende Ausgabe dieses Nachdrucks befindet sich im Besitz der Hamburg Public Library in den USA.
Höchstwahrscheinlich erschien 1611 ein weiterer Nachdruck der Quarto-Ausgabe von 1609, der jedoch verschollen ist.
Während die ersten drei Drucke im Wesentlichen übereinstimmen, enthält die vierte Druckausgabe von 1616, der sogenannte B-Text, völlig neue Szenen und Episoden und zeigt in zahlreichen Passagen deutliche Veränderungen. Das Titelblatt dieses vierten Drucks trägt die Aufschrift:
The Tragi-call History | of the Life and Death | of Doctor Faustus. | Written by Ch. Marl. | (Vignette. ) | London, | Printed for John 1 Cp. Breymann.
Da der genaue Zusammenhang und die Beziehungen zwischen dem A-Text von 1604 und dem B-Text von 1616 nicht zweifelsfrei zu klären sind, bevorzugen heutige Herausgeber eine Parallelausgabe mit den beiden separaten Textfassungen des A- und B-Drucks anstelle einer einzigen kollationierten Edition.

## Geschichte der Werkkritik
Von Henry Crabb Robinson ist Goethes Urteil über Marlowes Doctor Faustus überliefert, der Robinson zufolge sein Lob in die Worte fasste: „Wie groß ist alles angelegt!“
Goethes Urteil bezog sich dabei wohl vorwiegend auf die Konzeption des Werkes, da das Stück in der Ausführung sich relativ eng an den undramatischen Aufbau des „Faustbooks“ hält.
Marlowes Doctor Faustus hat unstrittig weder die dramatische Geschlossenheit noch das Format von Goethes Helden. Angesichts der räumlichen und zeitlichen Unterschiede sowie der Weiterentwicklung der poetischen Sprache und der dramatischen Konventionen dürfen diese Gegensätze allerdings nicht überbewertet werden. Selbst wenn man die unbestreitbare Größe von Goethes Leistung einräumt, ist es dennoch bemerkenswert, dass Marlowes Gestaltung der Legende sehr wohl von manchen renommierten Lesern bevorzugt wurde, so insbesondere von Scott und Coleridge, aber auch Lamb und Hazlitt. Möglicherweise wurden sie alle allerdings auch beeinflusst durch ihre Vorliebe für bestimmte kulturelle Strömungen sowie durch ihre Unkenntnis des Zweiten Teils der Tragödie Goethes.
Dessen ungeachtet hat Marlowe in relevanten Bereichen den Kern seines Gegenstandes deutlicher erfasst und dessen Implikationen klarer wahrgenommen, obwohl sein eigener geistiger Horizont im Vergleich zu Goethe zwangsläufig zeitgeschichtlich begrenzter und seine Einstellung weniger philosophisch ausgerichtet war. Marlowe konnte die Wagnisse oder Ängste der Freidenkerei wahrscheinlich besser einzuschätzen, da sein eigenes Denken und Empfinden dem Obskurantismus noch deutlich näher stand als der Aufklärung.
Auf diesem Hintergrund lässt sich nachvollziehen, warum einige berühmte Vertreter einer späteren Epoche als der Goethes mit weniger Fortschrittsgläubigkeit oder weniger Hoffnung für den Individualismus sich wieder enger mit dem früheren Werk Marlowes verbunden gefühlt haben.

## Filmadaptionen
- Doktor Faustus (GB 1967, Regie: Richard Burton)

## Hörspiele
- 1948: Dr. Faustus – Produktion: BBC Deutscher Dienst; Bearbeitung und Regie: Fritz Wendhausen
  - Sprecher u. a.: Karl Ebert (Faust), Martin Miller (Mephisto), Walter Hertner, Paul Dehmel und Eric Pohlmann

- 1949: Die tragische Geschichte vom Leben und Sterben des Doktor Johannes Faustus – Produktion: RIAS; Regie: Fritz Wendhausen
  - Sprecher: Nicht bekannt

- 1952: Die tragische Geschichte vom Leben und Sterben des Doktor Johannes Faustus – Produktion: Bayerischer Rundfunk; Übersetzung, Bearbeitung und Regie: Fritz Wendhausen
  - Sprecher u. a.: Peter Lühr (Faust), Hans Herrmann-Schaufuß (Mephistopheles), Gisela Hoeter, Fritz Rasp und Bum Krüger

## Textausgaben
Englisch
- David Bevington und Eric Rasmussen (Hrsg.): Dr Faustus. The A- and B-Texts (1604, 1616): A parallel-text Edition. Manchester University Press, Manchester 2014, ISBN 978-0-7190-8199-6
- Frederick S. Boas (Ed.): The Tragical History of Doctor Faustus. Methuen, London 1932, 1949.
- David Scott Kastan (Hrsg.): Doctor Faustus. Norton Critical Editions. Norton & Company 2005, ISBN 978-0-393-97754-7
- Michael Keefer (Hrsg.): The Tragical History of Doctor Faustus. A Critical Edition of the 1604 Version. Broadview Press, Peterborough, Ontario 2008, ISBN 978-1-55111-514-6
- Frank Romany and Robert Lindsey (Ed.): Christopher Marlowe The Complete Plays. Penguin Books, London 2003. S. 341–395, ISBN 978-0-14-043633-4

Deutsch
- Adolf Seebaß (Übersetzer): Christopher Marlowe: Die tragische Historie vom Doktor Faustus. Insel Verlag, Wiesbaden 1949 (Reste: 1952 in die Insel-Bücherei als IB 292/2 übernommen)
- Adolf Seebaß (Übersetzer): Christopher Marlowe: Die tragische Historie vom Doktor Faustus. Reclam, Stuttgart 1964, ISBN 978-3-15-001128-7
- Alfred van der Velde: Marlowe's Faust : die älteste dramatische Bearbeitung der Faustsage. Uebersetzt und mit Einleitung und Anmerkungen Versehen.  Breslau 1870. Digitalisat der HathiTrust Digital Library Collection.
- Alfred van der Velde und Klaus Udo Szudra: Christopher Marlowe: Doktor Faustus. Die tragische Geschichte vom Leben und Tod des Doktor Faustus. in: Robert Weimann (Hrsg.): Dramen der Shakespearezeit. Dietrich'sche Verlagsbuchhandlung, Leipzig 1964. (ohne ISBN), S. 95–158.

## Online-Textausgaben
- Christopher Marlowe: The Tragical History of Doctor Faustus. From the Quarto of 1604
- Christopher Marlowe: The Tragical History of Doctor Faustus. From the Quarto of 1616
- Christopher Marlowe: The Tragical History of Doctor Faustus. With a Preface, Notes and Glossary
- Christopher Marlowe: Doktor Faustus. Übers. v. Wilhelm Müller, München 1911

## Belege
1. ↑  David Bevington und Eric Rasmussen (Hrsg.): Dr Faustus. The A- and B-Texts (1604, 1616): A parallel-text Edition. Manchester University Press, Manchester 2014, S. 26 und S. 30. Die Prologe in den Akten 1, 3 und 4 werden dabei nicht in die Szeneneinteilung einbezogen.
2. ↑  Die erste deutsche Übersetzung von Wilhelm Müller von 1818 war Goethe bekannt, dann folgt die Arbeit von Adolf Böttger von 1857 und sodann die Übersetzung von van der Velde 1870, die von Klaus Udo Szudra für die Sammlung "Dramen der Shakespearezeit" (Leipzig 1964) von Robert Weimann überarbeitet wurde. Vgl. Adolf Seebaß (Übersetzer): Christopher Marlowe: Die tragische Historie vom Doktor Faustus. Reclam, Stuttgart 1964, S. 90.
3. ↑  Die Mermaid-Series wurde 1887 von Henry Vizetelly und Ellis begründet und hatte die Herausgabe von Dramen der frühneuenglischen Zeit zum Ziel.
4. ↑  Adolf Seebaß (Übersetzer): Christopher Marlowe: Die tragische Historie vom Doktor Faustus. Reclam, Stuttgart 1964, S. 90.
5. ↑  Alfred van der Velde und Klaus Udo Szudra: Christopher Marlowe: Doktor Faustus. Die tragische Geschichte vom Leben und Tod des Doktor Faustus. in: Robert Weimann (Hrsg.): Dramen der Shakespearezeit. Dietrich'sche Verlagsbuchhandlung, Leipzig 1964, S. 650.
6. ↑  Adolf Seebaß (Übersetzer): Christopher Marlowe: Die tragische Historie vom Doktor Faustus. Reclam, Stuttgart 1964, S. 6. David Bevington und Eric Rasmussen (Hrsg.): Dr Faustus. The A- and B-Texts (1604, 1616): A parallel-text Edition. Manchester University Press, Manchester 2014. A-Text - Prologue, 1-28. B-Text - Prologue, 1-27.
7. ↑  Adolf Seebaß (Übersetzer): Christopher Marlowe: Die tragische Historie vom Doktor Faustus. Reclam, Stuttgart 1964, S. 7–9. David Bevington und Eric Rasmussen (Hrsg.): Dr Faustus. The A- and B-Texts (1604, 1616): A parallel-text Edition. Manchester University Press, Manchester 2014. A-Text - Act I,1,64: "A sound magician is a mighty god." B-Text - Act I,1,61: "A sound magician is a demigod."
8. ↑  Adolf Seebaß (Übersetzer): Christopher Marlowe: Die tragische Historie vom Doktor Faustus. Reclam, Stuttgart 1964, S. 9; 1. Akt; 1. Szene. David Bevington und Eric Rasmussen (Hrsg.): Dr Faustus. The A- and B-Texts (1604, 1616): A parallel-text Edition. Manchester University Press, Manchester 2014. A-Text: Act I,1,72-79; B-Text: Act I,1,69-76.
9. ↑  Adolf Seebaß (Übersetzer): Christopher Marlowe: Die tragische Historie vom Doktor Faustus. Reclam, Stuttgart 1964, S. 11; 1. Akt; 1. Szene. David Bevington und Eric Rasmussen (Hrsg.): Dr Faustus. The A- and B-Texts (1604, 1616): A parallel-text Edition. Manchester University Press, Manchester 2014. A-Text: Act I,1,123-125; B-Text: Act I,1,115-117.
10. ↑  Adolf Seebaß (Übersetzer): Christopher Marlowe: Die tragische Historie vom Doktor Faustus. Reclam, Stuttgart 1964, S. 14; 1. Akt; 2. Szene. David Bevington und Eric Rasmussen (Hrsg.): Dr Faustus. The A- and B-Texts (1604, 1616): A parallel-text Edition. Manchester University Press, Manchester 2014. A-Text: Act I,2,33f; B-Text: Act I,2,30f.
11. ↑  Adolf Seebaß (Übersetzer): Christopher Marlowe: Die tragische Historie vom Doktor Faustus. Reclam, Stuttgart 1964, S. 16; 1. Akt; 3. Szene. David Bevington und Eric Rasmussen (Hrsg.): Dr Faustus. The A- and B-Texts (1604, 1616): A parallel-text Edition. Manchester University Press, Manchester 2014. A-Text: Act I,3,89-94; B-Text: Act I,3,86-91.
12. ↑  Adolf Seebaß (Übersetzer): Christopher Marlowe: Die tragische Historie vom Doktor Faustus. Reclam, Stuttgart 1964, S. 21; 1. Akt; 4. Szene. David Bevington und Eric Rasmussen (Hrsg.): Dr Faustus. The A- and B-Texts (1604, 1616): A parallel-text Edition. Manchester University Press, Manchester 2014. A-Text: Act I,4,72f; B-Text: Act I,4,46-48: "…let thy left eye be diametarily fixed upon my right heel."
13. ↑  Adolf Seebaß (Übersetzer): Christopher Marlowe: Die tragische Historie vom Doktor Faustus. Reclam, Stuttgart 1964, Nachwort S. 90: "Für die Kaiserszene des vierten Aktes und für den ganzen fünften Akt hält er (der Autor) den Text von 1604 (A 1) für den authentischen."
14. ↑  Adolf Seebaß (Übersetzer): Christopher Marlowe: Die tragische Historie vom Doktor Faustus. Reclam, Stuttgart 1964, S. 50f; 4. Akt, 10. Szene. David Bevington und Eric Rasmussen (Hrsg.): Dr Faustus. The A- and B-Texts (1604, 1616): A parallel-text Edition. Manchester University Press, Manchester 2014. A-Text: - Act IV, Sc. 1, 101-103.
15. ↑  Adolf Seebaß (Übersetzer): Christopher Marlowe: Die tragische Historie vom Doktor Faustus. Reclam, Stuttgart 1964, S. 52–55; 1. Akt 1. 11. Szene. David Bevington und Eric Rasmussen (Hrsg.): Dr Faustus. The A- and B-Texts (1604, 1616): A parallel-text Edition. Manchester University Press, Manchester 2014. A-text - Act IV, Scene 1, 109-195. B-Text: - Act IV, Scene 4, 1-49.
16. ↑  Adolf Seebaß (Übersetzer): Christopher Marlowe: Die tragische Historie vom Doktor Faustus. Reclam, Stuttgart 1964, S. 53.
17. ↑  Adolf Seebaß (Übersetzer): Christopher Marlowe: Die tragische Historie vom Doktor Faustus. Reclam, Stuttgart 1964, S. 55–57; 4. Akt, Szene 11a. David Bevington und Eric Rasmussen (Hrsg.): Dr Faustus. The A- and B-Texts (1604, 1616): A parallel-text Edition. Manchester University Press, Manchester 2014. B-Text: Act 4,5,1-58.
18. ↑  Vgl.: Prinz Harry und Poins treiben ihre Spässe mit dem armen Francis. Wilfrid Braun (Hrsg.): King Henry IV, Part I. König Heinrich IV., Teil I. Englisch-deutsche Studienausgabe. Stauffenberg, Tübingen 2010. Akt II, 4, 29-71.
19. ↑  Adolf Seebaß (Übersetzer): Christopher Marlowe: Die tragische Historie vom Doktor Faustus. Reclam, Stuttgart 1964, S. 60f; 4. Akt 12. Szene. David Bevington und Eric Rasmussen (Hrsg.): Dr Faustus. The A- and B-Texts (1604, 1616): A parallel-text Edition. Manchester University Press, Manchester 2014. B-Text: Act 4,6,110-120. Diese Szene erinnert vage an "Auerbachs Keller": Friedmar Apel et al. (Hrsg.): Goethe - Werke. Bd. 3, Faust I und II. Wissenschaftliche Buchgesellschaft Darmstadt 1998. S. 73–83.
20. ↑  Adolf Seebaß (Übersetzer): Christopher Marlowe: Die tragische Historie vom Doktor Faustus. Reclam, Stuttgart 1964, S. 62; 4. Akt 12. Szene. David Bevington und Eric Rasmussen (Hrsg.): Dr Faustus. The A- and B-Texts (1604, 1616): A parallel-text Edition. Manchester University Press, Manchester 2014. A-Text: Act IV,2,21-28. Faust gibt eine (falsche) naturwissenschaftliche Erklärung für das Wunder reifer Trauben im Winter: "Das Jahr ist in zwei Kreisen über die ganze Welt verteilt, so dass, wenn hier bei uns Winter herrscht, es in der anderen Hemisphäre Sommer ist, als in Indien, Saba und noch weiter östlich liegenden Ländern …" "…the year is divided in two circles over the whole world, that when it is here winter with us, in the contrary circle it is summer with them, as in India, Saba and farther countries in the East." Die folgende Begründung, Faust habe durch seinen "gedankenschnellen Geist" (Mephisto) die Trauben herbringen lassen, erinnert wiederum an Pucks Bemerkung im Sommernachtstraum: "I do wander everywhere, swifter than the moon's sphere …". William Shakespeare: Ein Sommernachtstraum. Deutsch von Frank Günther, 10. Auflage, München 2009. II, 1, 6f.
21. ↑  Adolf Seebaß (Übersetzer): Christopher Marlowe: Die tragische Historie vom Doktor Faustus. Reclam, Stuttgart 1964, S. 63; 5. Akt 13. Szene. David Bevington und Eric Rasmussen (Hrsg.): Dr Faustus. The A- and B-Texts (1604, 1616): A parallel-text Edition. Manchester University Press, Manchester 2014. B-Text: Act V,1,1-9. Diese Szene eines Totenmahls in Gegenwart des Teufels und dem Diener des Helden, erinnert natürlich an den Auftritt des Komtur im "Don Giovanni": Don Giovanni, a cenar teco m'invitasti, e son venuto. Georg Schünemann (Hrsg.): "Don Giovanni. Dramma giocoso in zwei Akten. Text von Lorenzo da Pont, Musik von W. A. Mozert." C. F. Peters, Frankfurt 1968. S. 292.
22. ↑  Adolf Seebaß (Übersetzer): Christopher Marlowe: Die tragische Historie vom Doktor Faustus. Reclam, Stuttgart 1964, S. 63; 5. Akt 14. Szene. David Bevington und Eric Rasmussen (Hrsg.): Dr Faustus. The A- and B-Texts (1604, 1616): A parallel-text Edition. Manchester University Press, Manchester 2014. A&B-Text: Act V,1,10-17. Hier finden sich Anklänge zum dritten Akt aus Faust II: Friedmar Apel et al. (Hrsg.): Goethe - Werke. Bd. 3, Faust I und II. Wissenschaftliche Buchgesellschaft Darmstadt 1998. "Vor dem Palaste des Menelas zu Sparta", S. 289–337.
23. ↑  Adolf Seebaß (Übersetzer): Christopher Marlowe: Die tragische Historie vom Doktor Faustus. Reclam, Stuttgart 1964, S. 64; 5. Akt 14. Szene. David Bevington und Eric Rasmussen (Hrsg.): Dr Faustus. The A- and B-Texts (1604, 1616): A parallel-text Edition. Manchester University Press, Manchester 2014. A-Text: Act V,1,36-39.
24. ↑  Adolf Seebaß (Übersetzer): Christopher Marlowe: Die tragische Historie vom Doktor Faustus. Reclam, Stuttgart 1964, S. 65; V. Akt 14. Szene. David Bevington und Eric Rasmussen (Hrsg.): Dr Faustus. The A- and B-Texts (1604, 1616): A parallel-text Edition. Manchester University Press, Manchester 2014. A-Text: Act V,1,53-57. B-Text: Act V,1,56-60. Diese Szene erinnert nun an den Anfang von Faust I: "Nun komm herab krystallne reine Schale … die Erde hat mich wieder." Friedmar Apel et al. (Hrsg.): Goethe - Werke. Bd. 3, Faust I und II. Wissenschaftliche Buchgesellschaft Darmstadt 1998. S. 33–35.
25. ↑  Adolf Seebaß (Übersetzer): Christopher Marlowe: Die tragische Historie vom Doktor Faustus. Reclam, Stuttgart 1964, S. 68; 5. Akt 15. Szene. David Bevington und Eric Rasmussen (Hrsg.): Dr Faustus. The A- and B-Texts (1604, 1616): A parallel-text Edition. Manchester University Press, Manchester 2014. A-Text: Act 5,1,111-119.
26. ↑  Adolf Seebaß (Übersetzer): Christopher Marlowe: Die tragische Historie vom Doktor Faustus. Reclam, Stuttgart 1964, S. 76; 5. Akt, Epilog. David Bevington und Eric Rasmussen (Hrsg.): Dr Faustus. The A- and B-Texts (1604, 1616): A parallel-text Edition. Manchester University Press, Manchester 2014. A&B-Text: Epilogue.
27. ↑  Der Eintrag zum Druck der englischen Übersetzung des Faustbuchs von 1592 im Stationers’ Register ist auf den 18. Dezember des Jahres datiert; die Titelseite des erhalten gebliebenen Exemplars enthält jedoch einen eindeutigen Hinweis auf vorangegangene Drucke (newly imprinted, and in convenient places imperfect matter amended). Andere Quellen und Hinweise lassen darauf schließen, dass die Erstübersetzung höchstwahrscheinlich bereits 1588 erschienen ist. Vgl. David Bevington und Eric Rasmussen (Hrsg.): Dr Faustus. The A- and B-Texts (1604, 1616): A parallel-text Edition. Manchester University Press, Manchester 2014, ISBN 978-0-7190-8199-6, Introduction, S. 2f. Siehe ebenso David Wootten (Hrsg.): Christopher Marlowe: Doctor Faustus with the English Faust Book. Hackett Publishing Company, Indianapolis 2005, ISBN 0-87220-730-7, Appendix One: The Date of the English Faustbook and of Doctor Faustus, Introduction S. XXIVff., bes. S. XXV. Vgl. auch Michael Keefer (Hrsg.): The Tragical History of Doctor Fausutus. A Critical Edition of the 1604 Version. Broadview Press, Peterborough, Ontario 2008, ISBN 978-1-55111-514-6, Introduction, S. 24ff.
28. ↑  Vgl. detailliert Harry Levin: Wissenschaft ohne Gewissen: Christopher Marlowes >The Tragicall History of Doctor Faustus<. In: Willi Erzgräber (Hrsg.): Englische Literatur von Thomas More bis Lawrence Sterne. Fischer, Frankfurt a. M. 1970, S. 36–38.
29. ↑  Christian W. Thomsen: Von den Interludien bis zu Marlowes Tod. In: Josefa Nünning (Hrsg.): Das englische Drama. Wissenschaftliche Buchgesellschaft, Darmstadt 1973, ISBN 3-534-04775-3, S. 36–66, hier S. 36f.
30. ↑  Vgl. dazu ausführliche Christian W. Thomsen: Von den Interludien bis zu Marlowes Tod. In: Josefa Nünning (Hrsg.): Das englische Drama. Wissenschaftliche Buchgesellschaft, Darmstadt 1973, ISBN 3-534-04775-3, S. 67–140, hier S. 136f.
31. ↑  Vgl. dazu ausführlicher Manfred Pfister: Die frühe Neuzeit von Morus bis Milton. In: Hans Ulrich Seeber (Hrsg.): Englische Literaturgeschichte. 4., erweiterte Auflage, Metzler, Stuttgart und Weimar 2004, ISBN 3-476-02035-5, S. 46–154, hier S. 133f. Siehe zur historisch-literarischen Entwicklung der dramatischen Form von Doctor Faustus auch die Ausführungen von Robert Weimann: Shakespeare und die Tradition des Volkstheaters. Henschel Verlag, 2. Auflage Berlin 1975, S. 283–289, S. 340–342 und S. 382
32. ↑  Siehe David Bevington und Eric Rasmussen (Hrsg.): Dr Faustus. The A- and B-Texts (1604, 1616): A parallel-text Edition. Manchester University Press, Manchester 2014, ISBN 978-0-7190-8199-6, Introduction, S. 1ff. Siehe ebenfalls David Wootten (Hrsg.): Christopher Marlowe: Doctor Faustus with the English Faust Book. Hackett Publishing Company, Indianapolis 2005, ISBN 0-87220-730-7, Introduction S. XXII und Appendix One, S. XXIV.
33. ↑  Siehe David Bevington und Eric Rasmussen (Hrsg.): Christopher Marlowe Dr Faustus. The A- and B-Texts (1604, 1616): A parallel-text Edition. Manchester University Press, Manchester 2014, ISBN 978-0-7190-8199-6, Introduction, S. 2. Vgl. ferner zu einer frühen Datierung auch Michael Keefer (Hrsg.): The Tragical History of Doctor Fausutus. A Critical Edition of the 1604 Version. Broadview Press, Peterborough, Ontario 2008, ISBN 978-1-55111-514-6, Introduction, S. 88ff.
34. ↑  Möglicherweise fand diese Aufführung auch am Belsavage Theatre statt. Vgl. David Bevington und Eric Rasmussen (Hrsg.): Christopher Marlowe Dr Faustus. The A- and B-Texts (1604, 1616): A parallel-text Edition. Manchester University Press, Manchester 2014, ISBN 978-0-7190-8199-6, Introduction, S. 48f. Siehe auch David Bevington und Eric Rasmussen (Hrsg.): Doctor Faustus and Other Plays. Oxford University Press, 1995, ISBN 0-19-283445-2, Introduction, S. XVIf.
35. ↑  Vgl. David Bevington und Eric Rasmussen (Hrsg.): Doctor Faustus and Other Plays. Oxford University Press, 1995, ISBN 0-19-283445-2, Introduction, S. XXVII.
36. ↑  Siehe David Wootten (Hrsg.): Christopher Marlowe: Doctor Faustus with the English Faust Book. Hackett Publishing Company, Indianapolis 2005, ISBN 0-87220-730-7, Appendix Two: A-Text and B-Text, S. XXVIIff. Siehe auch David Bevington und Eric Rasmussen (Hrsg.): Christopher Marlowe Dr Faustus. The A- and B-Texts (1604, 1616): A parallel-text Edition. Manchester University Press, Manchester 2014, ISBN 978-0-7190-8199-6, Introduction, S. 64–74. Aufgrund der erstmaligen Eintragung der Druckrechte für das Werk im Januar 1601 durch Thomas Bushell kann auch eine frühere Druckausgabe vor 1604 nicht völlig ausgeschlossen werden; Exemplare eines solchen Drucks sind jedoch nicht überliefert. Vgl. Michael Keefer (Hrsg.): The Tragical History of Doctor Fausutus. A Critical Edition of the 1604 Version. Broadview Press, Peterborough, Ontario 2008, ISBN 978-1-55111-514-6, Introduction, S. 88ff.
37. ↑  Zitiert nach Michael Keefer (Hrsg.): The Tragical History of Doctor Fausutus. A Critical Edition of the 1604 Version. Broadview Press, Peterborough, Ontario 2008, ISBN 978-1-55111-514-6, Introduction, S. 21. Ebenso in Mathew R. Martin (Hrsg.): Christopher Marlowe: Doctor Faustus - The B-Text. Broadview Editions, Peterborough, Ontario 2013, Introduction, S. 24f. Siehe auch David Wootten (Hrsg.): Christopher Marlowe: Doctor Faustus with the English Faust Book. Hackett Publishing Company, Indianapolis 2005, ISBN 0-87220-730-7, A Note On the Texts, S. XXXVIII. Vgl. dazu ebenso ausführlich David Bevington und Eric Rasmussen (Hrsg.): Christopher Marlowe Dr Faustus. The A- and B-Texts (1604, 1616): A parallel-text Edition. Manchester University Press, Manchester 2014, ISBN 978-0-7190-8199-6, Introduction, S. 20.
38. ↑  Vgl. zu den dargestellten textgeschichtlichen Zusammenhängen die Anmerkungen in der Internet-Ausgabe von Marlowes The tragical history of Doctor Faustus im Internet Archive auf , abgerufen am 4. Mai 2017. Siehe auch die Angaben auf Wikisource auf , abgerufen am 4. Mai 2017.
39. ↑  Umstritten ist beim gegenwärtigen Stand der Forschung ebenso die Frage, auf welcher Druckvorlage die A-Ausgabe und die B-Ausgabe jeweils beruhen. Keiner dieser beide Drucke kann beim gegenwärtigen Stand der Forschung eindeutig oder mit hoher Wahrscheinlichkeit auf die Abschrift eines autographen Manuskriptes oder die eines Theatermanuskriptes (sogenanntes prompt book) zurückgeführt werden; nicht völlig auszuschließen ist die Annahme, dass beide Drucke oder Teile davon auf der nicht-autoritativen Rekonstruktion einer aufgeführten Bühnenfassung aus der Erinnerung beruhen. Auch der Umfang einer möglicherweise gemeinsamen Autorenschaft Marlowes mit anderen Verfassern oder jedoch erst nachträglicher Textänderungen und -korruptionen durch Autoren wie Nashe, Dekker oder Rowley wird beim heutigen Erkenntnisstand kontrovers gesehen und lässt sich nicht mit Sicherheit bestimmen. Vgl. dazu detailliert die Darstellung und kritische Erörterung der verschiedenen Hypothesen zur Textentstehung und -überlieferung in David Bevington und Eric Rasmussen (Hrsg.): Dr Faustus. The A- and B-Texts (1604, 1616): A parallel-text Edition. Manchester University Press, Manchester 2014, ISBN 978-0-7190-8199-6, Introduction, S. 62–77.
40. ↑  Siehe Christian W. Thomsen: Von den Interludien bis zu Marlowes Tod. In: Josefa Nünning (Hrsg.): Das englische Drama. Wissenschaftliche Buchgesellschaft, Darmstadt 1973, ISBN 3-534-04775-3, S. 52f. Thomson zitiert die von Crabb Robinson überlieferte Aussage Goethes nach George Santayana: Three Philosophical Poets. Cambridge, Mass. 1910, S. 146–150.
41. ↑  Vgl. dazu die Ausführungen von Christian W. Thomsen: Von den Interludien bis zu Marlowes Tod. In: Josefa Nünning (Hrsg.): Das englische Drama. Wissenschaftliche Buchgesellschaft, Darmstadt 1973, ISBN 3-534-04775-3, S. 64f.